# Hala Hameed
Hala Hameed (nascuda el 6 de novembre de 1963) és una política i diplomàtica maldiviana que actualment és representant de les Maldives a l'Oficina de les Nacions Unides a Ginebra (UNOG) des de gener de 2016.
Filla d'Abdulla Hameed, va ser educada a la Universitat Americana de Beirut, a la Universitat del Pacífic Sud (BA, 1989) i a la Universitat d'East Anglia (MPhil, 1993; PhD, 2004). El seu doctorat es titulava «Comprensió de les relacions de gènere i dins de la llar: un estudi de cas de l'atol de Shaviyani, Maldives». Va exercir de Ministra de l'Estat per a la Salut i el Gènere de desembre de 2013 a juliol de 2014, i Ministra de l'Estat per a la Llei i el Gènere de juliol de 2014 a agost de 2015.
És neboda d'Abdulla Yameen i Maumoon Abdul Gayoom.